# Willie Coffey

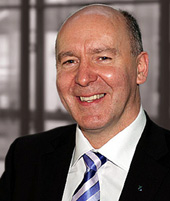
Willie Coffey

Willie Coffey (* 24. Mai 1958) ist ein schottischer Politiker und Mitglied der Scottish National Party (SNP).

## Leben
Coffey besuchte die Universität von Strathclyde und schloss als Bachelor in Informatik ab. Zwischen 1992 und 1999 war Coffey Ratsmitglied von Kilmarnock and Loudoun und sitzt seitdem im Rat von East Ayrshire. Er ist der Bruder des 2006 verstorbenen SNP-Politikers Daniel Coffey und der Kommunalpolitikerin Helen Coffey.

## Politischer Werdegang
Erstmals trat Coffey bei den Parlamentswahlen 2007 zu nationalen Wahlen an. Er vertrat den Wahlkreis Kilmarnock and Loudoun, den sein Bruder Daniel bei den Parlamentswahlen 2003 nicht gegen die Labour-Kandidatin Margaret Jamieson für sich entscheiden konnte. Willie Coffey gewann das Direktmandat des Wahlkreises erstmals für die SNP. Im Zuge der Wahlkreisreform 2011 wurde der Wahlkreis Kilmarnock and Loudoun aufgelöst. Weite Teile gingen in dem neugeschaffenen Wahlkreis Kilmarnock and Irvine Valley auf, für den Coffey bei den Parlamentswahlen 2011 kandidierte. Er erhielt das Mandat mit deutlichem Vorsprung vor dem Labour-Kandidaten und verteidigte es bei den folgenden Wahlen 2016.